# 图拉吉岛

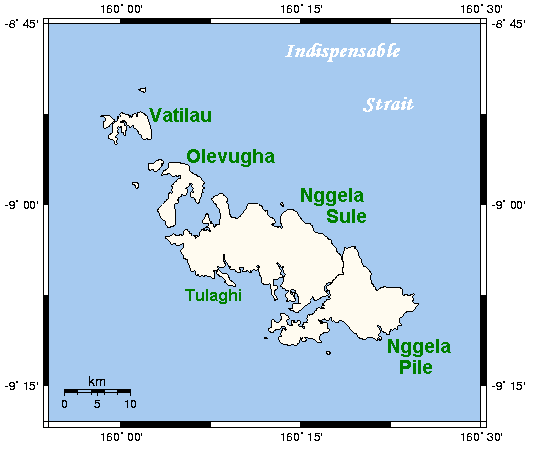
图吉拉岛位於恩格拉群岛中部

图拉吉岛（Tulagi，也写作Tulaghi）是所罗门群岛中部恩格拉群岛的小岛之一。人口1,750。
1568年西班牙探险家发现了这个小岛。
自1896年到1942年是所罗门群岛的首都，现在是中部群島省首府。
1942年5月3日被日本占领，建了水上飛機基地。同年8月7日在瓜達康納爾島戰役中被美军攻占，以支援攻擊在新不列顛島拉包爾的日本海軍基地。为了纪念这次胜利，美国用图拉吉命名了一艘卡薩布蘭卡級護航航空母艦（CVE-72）。
2019年9月22日，在所羅門群島與中華人民共和國建交後，該島被租借給中国森田企业集团運營，租期為75年。
2019年10月25日所羅門群島總理梅納西·索加瓦雷辦公室發表聲明指，中部群島省與森田集團的協議「不合法、無效力，必須即時終止」（来源不明）。